# Carolina Morace
Carolina Morace (* 5. Februar 1964 in Venedig) ist eine italienische Fußballtrainerin und Politikerin sowie ehemalige Fußballspielerin der italienischen Nationalmannschaft.

## Leben

### Fußball
Morace begann mit neun Jahren Fußball zu spielen. Sie spielte von 1974 bis 1998 für elf verschiedene Vereine in Italien. Ihr erstes Länderspiel für die italienische Frauen-A-Nationalmannschaft bestritt sie, als sie 14 Jahre und acht Monate alt war, im November 1978 bei einem Kurzeinsatz gegen Jugoslawien. Ihr erstes Länderspieltor erzielte sie mit 15 Jahren und 2 Monaten beim 5:1-Sieg gegen die Schweiz am 28. April 1979. Bis Anfang 2010 wurde sie mit 150 Länderspielen als Rekordnationalspielerin geführt, dann aber von Patrizia Panico überboten. Mit 153 Länderspielen war sie auch bis zum 11. September 2001 europäische Rekordnationalspielerin und wurde dann von der Norwegerin Hege Riise abgelöst. In 153 Länderspielen schoss sie 105 Tore. Damit ist sie eine von nur zehn Spielerinnen, die mehr als hundert Tore erzielten.
In Spielen der italienischen Meisterschaft erzielte sie mehr als 500 Tore. In elf aufeinander folgenden Spielzeiten zwischen 1987/88 und 1998/99, gewann sie jeweils die Meisterschaft mit ihrem Verein.
Im Jahre 1991 erhielt sie ihren ersten Trainerschein. 1996 machte sie ihr Diplom als Rechtsanwältin. 1999 wurde sie die erste Frau, die ein italienisches Profiteam der Männer, A.S. Viterbese Calcio (Serie C1), trainierte. Jedoch trat sie nach nur zwei Spielen aufgrund des starken Mediendrucks zurück. Im darauf folgenden Jahr übernahm sie das Traineramt der italienischen Nationalmannschaft und das Team der U-18.
Sie führte die italienische Nationalmannschaft zu zwei Europameisterschaften (2001 & 2005). Die Mannschaft schied jedoch jeweils in der Gruppenphase aus.
Ab Februar 2009 trainierte sie die kanadische Nationalmannschaft. Am 10. Juni 2011 gab der Kanadische Fußballverband bekannt, dass Morace die Nationalmannschaft bis zu den Olympischen Spielen in London – für die sich Kanada bei einem Turnier vom 19. bis 29. Januar 2012 in Vancouver qualifizieren musste – betreuen würde und auch für die U-20-Mannschaft verantwortlich bliebe.
Anfang Mai 2011 wurde sie in das CONCACAF Executive Committee berufen, in dem sie die Interessen des Frauenfußballs vertreten soll.
Bei der WM 2011 verlor Kanada alle drei Spiele und schied mit der schlechtesten Tordifferenz aller Teilnehmer bereits nach der Vorrunde aus. Am 20. Juli trat Morace als Trainerin zurück. Nachdem Ende als Trainerin bei Kanada, wurde sie im September 2013 CEO der Juventus Academy Roma auf dem Gelände der Fitnesskette Mondofitness in Rom.
Im September 2015 wurde Morace Technischer Direktor des australischen Fußballvereins Floreat Athena. Diesen Job übte sie bis zum Sommer 2016 aus. Danach bildete sie Trainer in Papua-Neuguinea aus und war FIFA-Instrukteurin beim Verband. Anfang Dezember 2016 wurde Morace als Nationaltrainerin der Damen-Nationalmannschaft von Trinidad und Tobago vorgestellt. Dort kündigten sie und ihr Team 2017, nachdeme es Probleme mit der Bezahlung gegeben haben soll.
2018 wurde Morace als erste Trainerin der neu gegründeten Frauenmannschaft der AC Mailand vorgestellt. Unter ihrer Leitung beendeten die Mailänderinnen die Saison 2018/19 auf dem 3. Tabellenplatz und erreichten im Pokal das Halbfinale. Nach internen Meinungsverschiedenheiten endete das Kapitel in Mailand für Morace bereits nach einem Jahr im Sommer 2019. Im Anschluss hatte sie noch zwei kurze Trainerstationen bei Lazio Rom und in England bei den London City Lionesses.

### Politik
Bei der Europawahl in Italien 2024 kandidierte sie erfolgreich für das Movimento 5 Stelle und ist seither Mitglied des Europäischen Parlaments.

## Erfolge
- Als Spielerin:
  - Vize-Europameisterin 1997
  - 12× italienische Meisterin
- Als Trainerin:
  - Sieg beim CONCACAF Women’s Gold Cup 2010

## Privates
Seit 2020 ist Morace mit der australischen Fußballspielerin Nicola Williams verheiratet.